# Зернисті фосфорити
Зернисті фосфорити – гірські породи, що містять різну кількість дрібних зерен або смужок фосфатів розміром до 1–2 мм, зцементованих глинисто-залізистим, кременистим або карбонатним цементом. Залежно від кількості і характеру цементу порода може бути фосфатним пісковиком, фосфатизованим вапняком, крейдою і т.ін. Іноді цементація дуже слабка або зовсім відсутня, тоді порода являє собою фосфоритовий пісок (Жванське родовище України). Потужність пластів таких Ф. коливається від кількох десятків сантиметрів до 1–2 м, вміст Р2О5 – від 7 до 16%.